# Grabhügel bei Trenthorst
Die Grabhügel bei Trenthorst sind drei nur wenige 100 m voneinander entfernte Grabhügel bei Trenthorst in der Gemeinde Lehmkuhlen im Kreis Plön in Schleswig-Holstein.
- Ein Grabhügel befindet sich direkt neben bzw. auf dem Gelände des Meierhofes bei Trenthorst. Er ist von der B 76 aus gut sichtbar. Er ist kreisrund, mit einem Durchmesser von ca. 30 m und einer Höhe von ca. 4 m.

- Der zweite Grabhügel befindet sich ca. 300 m östlich (54° 11′ 56,4″ N, 10° 21′ 36″ O) in der Mitte eines Feldes ca. 50 m südlich der Straße nach Trent. Er ist leicht oval mit einem Durchmesser von 20 m und einer Höhe von ca. 3 m.

- Der dritte  Grabhügel befindet sich ca. 150 m nordwestlich (54° 11′ 55″ N, 10° 21′ 13,3″ O) direkt neben der Straße nach Trent. Er ist leicht oval mit einem Durchmesser von 20 m und einer Höhe von ca. 3 m.

Alle drei Grabhügel stehen als Bodendenkmal unter Denkmalschutz.

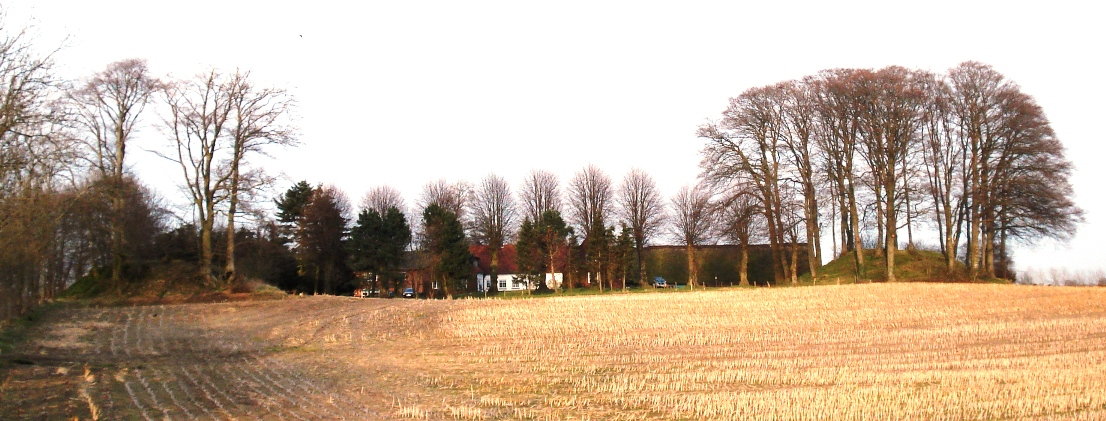
Zwei der drei Grabhügel – von der B76 aus gesehen
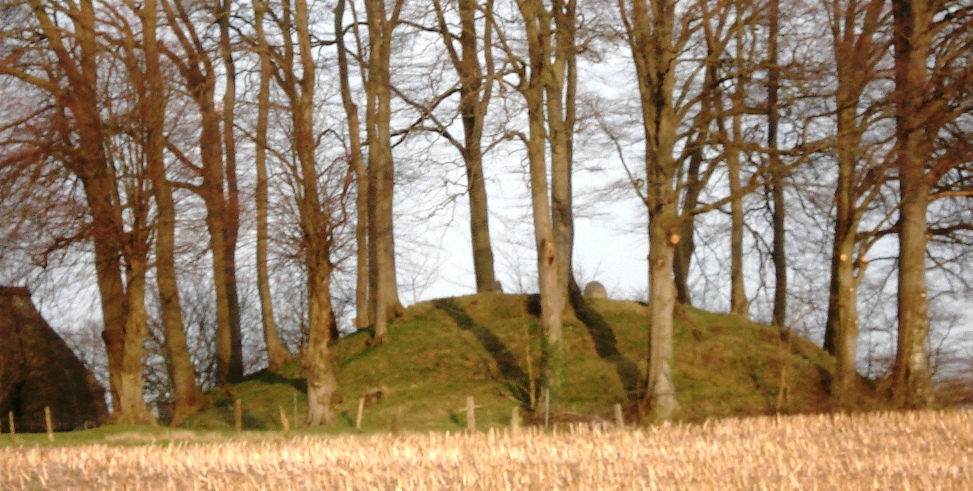
Grabhügel bei Trenthorst – 1
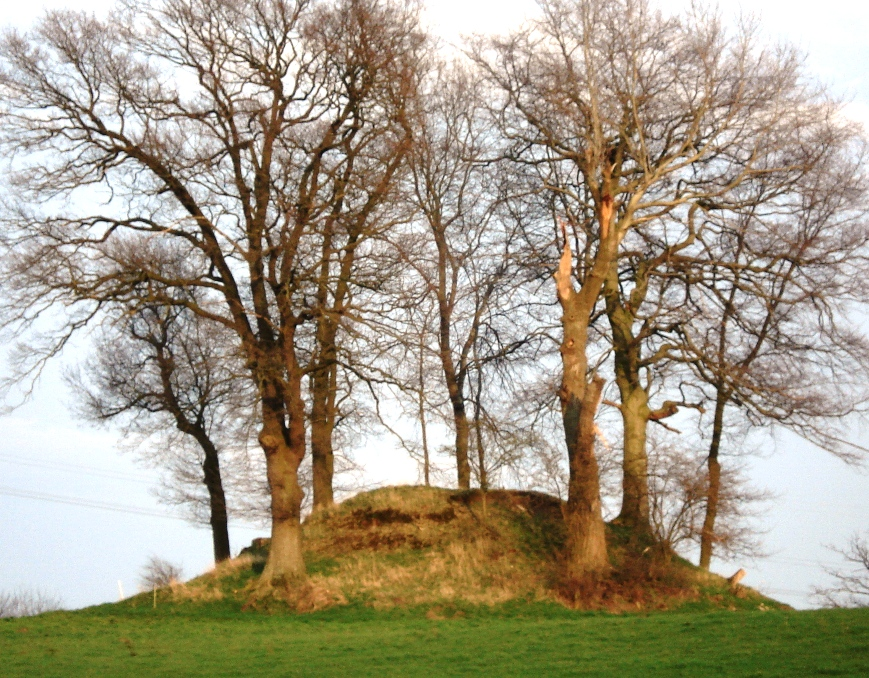
Grabhügel bei Trenthorst – 2
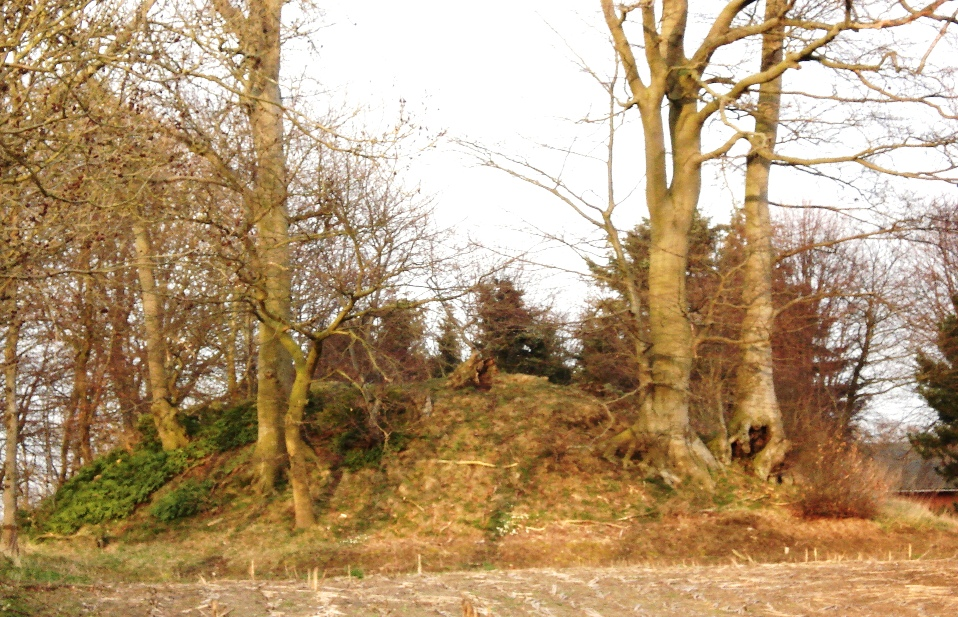
Grabhügel bei Trenthorst – 3

Koordinaten: 54° 11′ 52,8″ N, 10° 21′ 18,7″ O